# Wu (stato)
Wu (吳) era uno Stato dell'antica Cina nel periodo delle primavere e degli autunni. Era situato a cavallo dell'imbocco del fiume Yangtze (Chang Jiang) ad est dello stato di Chu. Considerato dagli antichi storici cinesi uno Stato semi-barbarico, la sua capitale era Suzhou.
Secondo il famoso storico Sima Qian, i reggenti di Wu si vantavano di discendere da Taibo, lo zio anziano del re Wen di Zhou. Rendendosi conto che suo fratello minore, Jili, era più saggio di lui e meritava di ereditare il trono, Taibo sarebbe fuggito a Wu e vi si sarebbe stabilito. Tre generazioni più tardi, re Wu di Zhou sconfisse l'ultimo imperatore Yin, ed infeudatò i discendenti di Taibo nel regno di Wu.
Lo Stato di Jin favorì l'ascesa al potere di Wu come utile alleato contro lo Stato di Chu. Nel 584 a.C., Wu si ribellò contro lo Stato di Chu; l'iniziativa ebbe luogo su ispirazione di Wuchen, un ministro dello Stato di Jin che aveva defezionato da Chu.
In seguito, Wu sarebbe stato una costante minaccia per lo Stato di Chu sul suo versante sudorientale, fino alla sua scomparsa. Wu cercò di accattivarsi con le lusinghe relazioni amichevoli con i vassalli di Chu nella regione del fiume Yangtze, per indebolire il sistema di alleanze di Chu. Nel 506 a.C., Wu lanciò un attacco a sorpresa e occupò la capitale di Chu. Dopodiché, Wu fu per un breve periodo la nazione più potente, e si volse ad altre campagne, sconfiggendo lo stato di Qi nel 484 a.C.
Ironicamente, in seguito Wu fu minacciato da uno Stato appena sorto a sud, lo stato di Yue; lo Stato di Chu aiutò l'ascesa al potere di Yue per contrastare Wu. Sebbene Wu riportasse un'importante vittoria contro Yue nel 494 a.C., non riuscì a soggiogare completamente Yue, in parte perché quest'ultimo aveva corrotto un importante ministro di Wu. Mentre lo Stato di Wu era impegnato in una campagna militare nel nord, Yue lanciò un attacco a sorpresa contro Wu nel 482 a.C. conquistandone la capitale. Infine, lo Stato di Yue conquistò Wu nel 473 a.C.
I capi di Yue e Wu erano re, non duchi, perché erano considerati stati "barbarici" e non fecero richiesta alla corte nominale degli Zhou per ottenere il titolo.
Sia il regno di Wu che quello di Yue erano maestri nella metallurgia, fabbricando eccellenti spade, con incisi messaggi, motivi geometrici e intarsi in oro o argento. Tra gli esempi sono da citare la punta di lancia di re Fuchai e la spada del principe Guang (il futuro re Helu di Wu).

## Possibili connessioni con l'antico Giappone

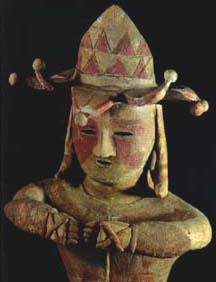
Una statua Haniwa tatuata, V-VI secolo, Tomba di Kamiyasaku, Fukushima (prefettura di Fukushima).

Il primo regno di Wu fu unificato da Taibo durante il periodo delle primavere e degli autunni. Originariamente considerato uno Stato barbarico, il popolo del regno di Wu divenne sinizzato durante il periodo dei regni combattenti. Visite di ambasciatori in Giappone da parte delle successive dinastie cinesi settentrionali di Wei e Dinastia Jìn testimoniano che il popolo Wō del Giappone asseriva di discendere dal Gran Conte (Taibo) del regno di Wu.
Le testimonianze storiche mostrano anche che gli antichi Giapponesi avevano stili di vita e costumi simili agli abitanti pre-sinizzati del regno di Wu, inclusi i tatuaggi, l'estrazione rituale dei denti e il trasporto dei bambini sulla schiena. La tradizione giapponese di mangiare pesce crudo è comune nell'area Wu di Jiangsu e Zhejiang. Esempi di tatuaggi si trovano su statue Haniwa con pitture rosse sulle mani e sui volti. Tuttavia, la lingua giapponese non può essere collegata direttamente né al dialetto Wu né ad un'altra lingua cinese.